# 舊塞梅尼夫卡
49°5′38″N 36°44′55″E / 49.09389°N 36.74861°E
舊塞梅尼夫卡（烏克蘭語：Стара Семенівка）是位於烏克蘭東部的村莊，由哈爾科夫州伊久姆區的巴爾溫科韋市鎮負責管轄。該村始建於1927年，面積0.65平方公里，海拔高度142米，2001年人口147。